# Джамський мінарет
34°24′ пн. ш. 64°31′ сх. д. / 34.400° пн. ш. 64.517° сх. д.
Джамський мінарет — унікальний мінарет XII століття на північному заході Афганістану. Висота — 62 метри. Другий за висотою історичний мінарет з обпаленої цегли в світі після Кутуб-Мінара в Делі.
Імовірно є єдиною вцілілою спорудою міста Фірузкух, яке було столицею султанів династії Гуридів, до перенесення її в Газні. Місто було зруйноване військом Чингісхана, тож навіть місце його розташування було надовго забуте.
2002 року мінарет та недосліджене городище наколо нього було включено до списку Світової спадщини ЮНЕСКО.

## Місце розташування
Мінарет розташований за 10 км на північний схід від кишлака Джам (Jam) в афганській провінції Гор при впадінні струмка Джамруд в річку Теджен. Ущелину оточують непрохідні гірські масиви. Великі населені пункти в районі відсутні. Відстань до Герата — 200 км.

## Історія
1194 року, як свідчить напис на мінареті, він був побудований гуридським султаном Гіяз-ад-Діном в честь остаточної перемоги над Газневідами 1192 року. 1221 року Фірузкух був зруйнований військом Чингісхана. Наступні 700 років про долю мінарету практично нічого невідомо. 1943 року Абдулла Хан Малекяр, губернатор Герата, вперше зробив фотографії мінарету та повідомив про нього Ахмеду Алі Коазаду, президентові Афганського історичного товариства. 1944 року було опубліковано статтю про пам'ятку в журналі «Anis».

## Дослідження. Сучасний стан
19 серпня 1957 французький археолог Андре Марік першим з європейських науковців ознайомився з мінаретом, і 1958 року опублікував доповідь в «Записках французької делегації в Афганістані». 1960 року два представники Французької археологічної делегації в Афганістані, Ле Бер та його асистент Маршаль, сфотографували декоративні панелі та провели первинне дослідження його архітектурної структури, зокрема вони виявили вхід з двома гвинтовими сходами приблизно на 4 м нижче сучасного рівня.
У 1961–1969 італійський архітектор Андреа Бруно обстежив мінарет та запропонував план його зміцнення, оскільки пам'ятці загрожувало обвалення. Місцевими жителями були проведені роботи з укріплення берега та побудований дерев'яний міст через Геріруд, що пізніше був зруйнований під час бойових дій. Були відкриті руїни палацу, укріплень, мусульманське та єврейське кладовища. Останнє містить надгробки з написами мовою іврит.
Ґрунтовних наукових досліджень про пам'ятку поки не проводилося через важкодоступність та нестабільність політичної обстановки в Афганістані.
Збереженню мінарету загрожують повені, що підмивають фундамент, землетруси, які часто бувають в регіоні та незаконні розкопки шукачів коштовностей. Розробляється план з укріплення берегової лінії та реставрації пам'яток.

## Галерея

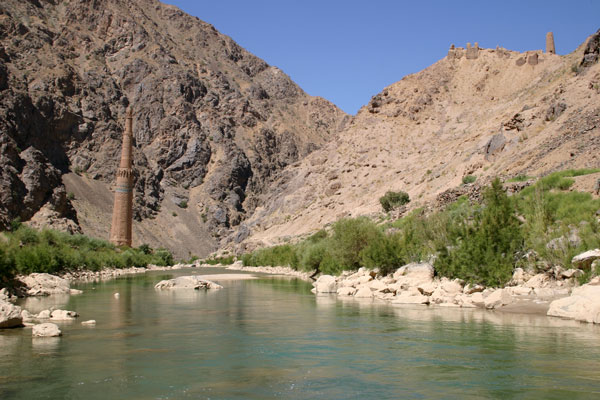
Джамський мінарет
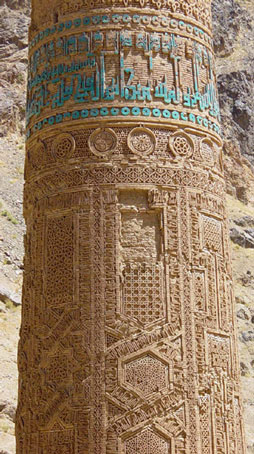
Інкрустації Джамського мінарету
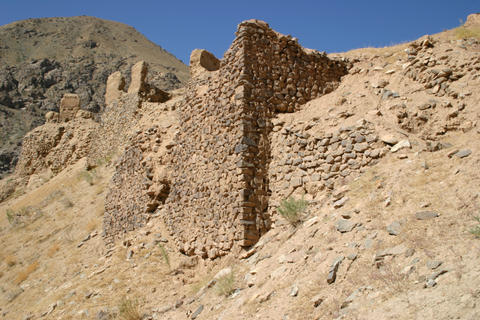
Каср Заравшан